# Itaipusa divae
Itaipusa divae är en plattmaskart som beskrevs av Ernst Marcus 1949. Itaipusa divae ingår i släktet Itaipusa och familjen Koinocystididae. Inga underarter finns listade i Catalogue of Life.